# توله‌سگ
توله سگ یک سگ نوجوان است. وزن برخی از توله‌ها ۱ تا ۱٫۵ کیلوگرم (۱–۳ پوند) است، در حالی که بزرگترها می‌توانند تا ۷ تا ۱۱ کیلوگرم (۱۵–۲۳ پوند) وزن داشته باشند. همه توله‌های سالم پس از تولد به سرعت رشد می‌کنند. رنگ پوشش توله سگ ممکن است با بزرگتر شدن توله سگ تغییر کند، همان‌طور که معمولاً در نژادهایی مانند یورکشایر تریر دیده می‌شود. توله سگ به‌طور خاص اشاره به سگ جوان دارد، در حالی که توله ممکن است برای دیگر جانوران نیز استفاده می‌شود مانند گرگ، فک، زرافه، خوکچه هندی، موش یا کوسه.

## نگارخانه

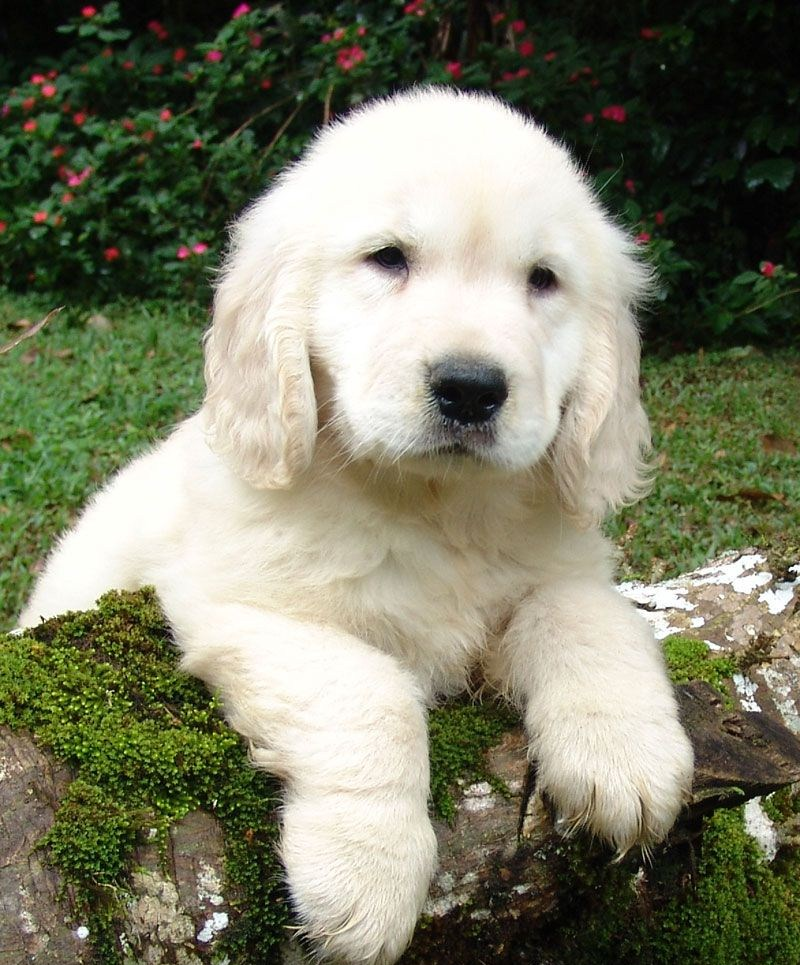
توله‌سگ گلدن رتریور
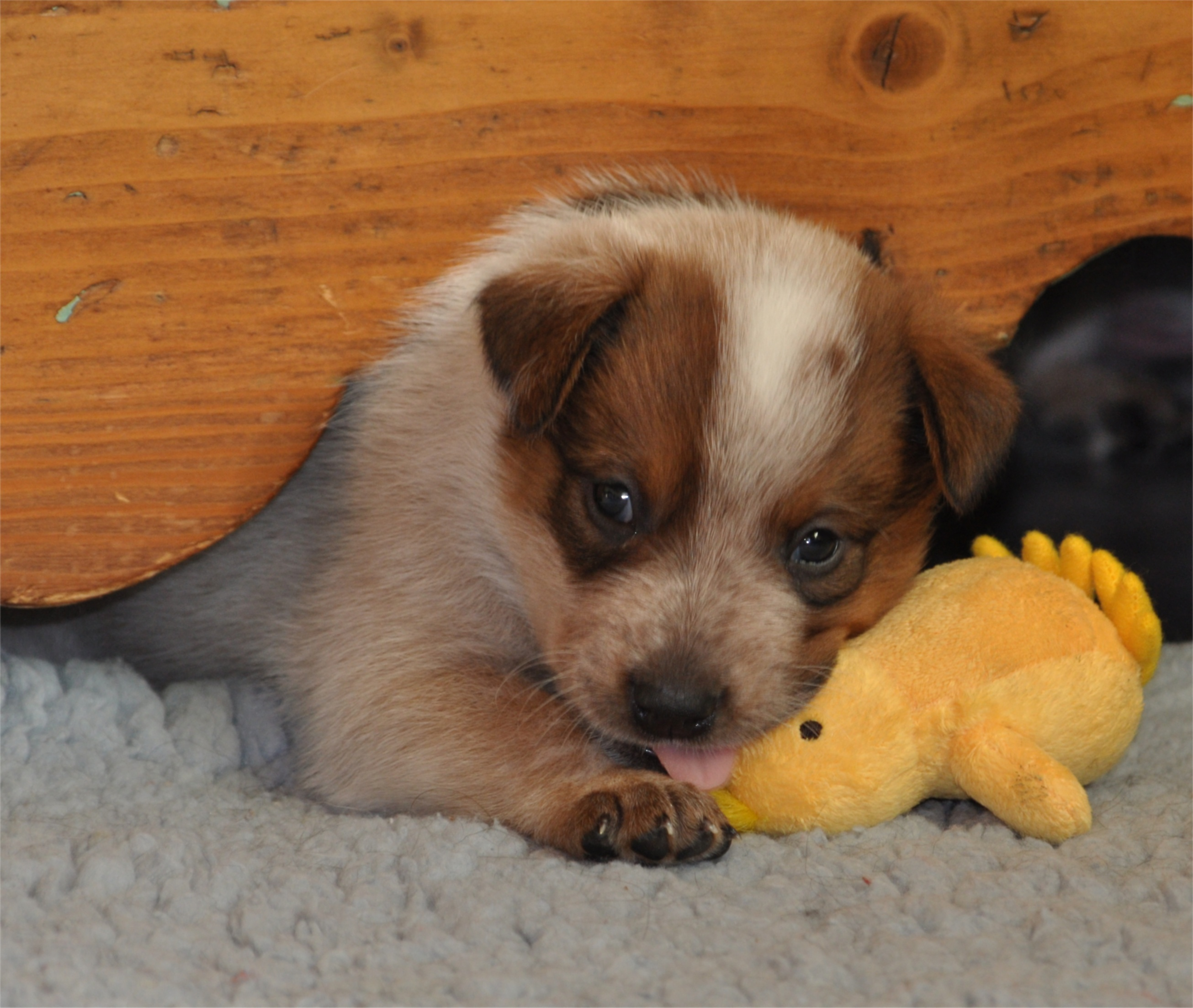
توله سگ گاو استرالیایی
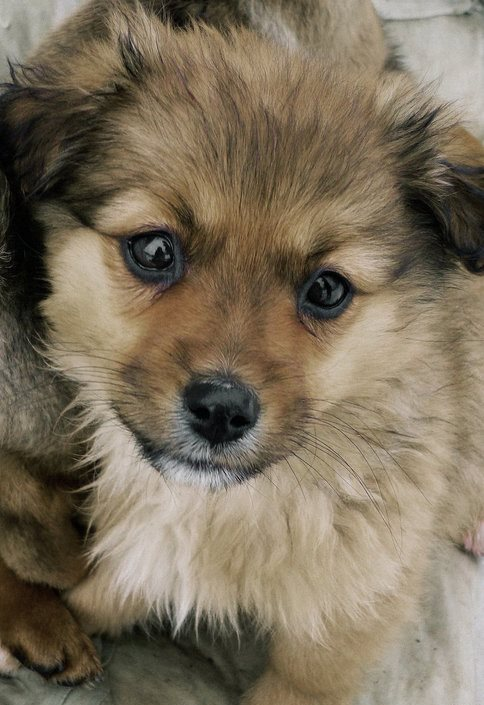
یک توله سگ مخلوط
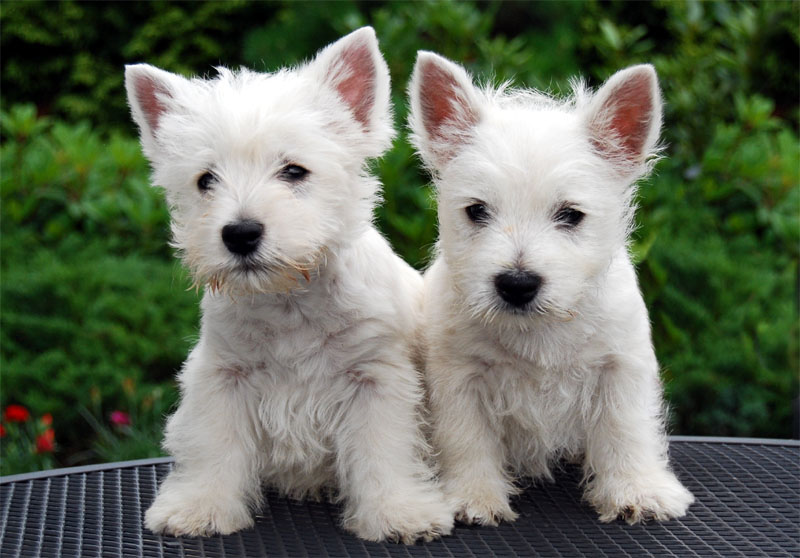
توله سگ وایت هایلند وایت تریر
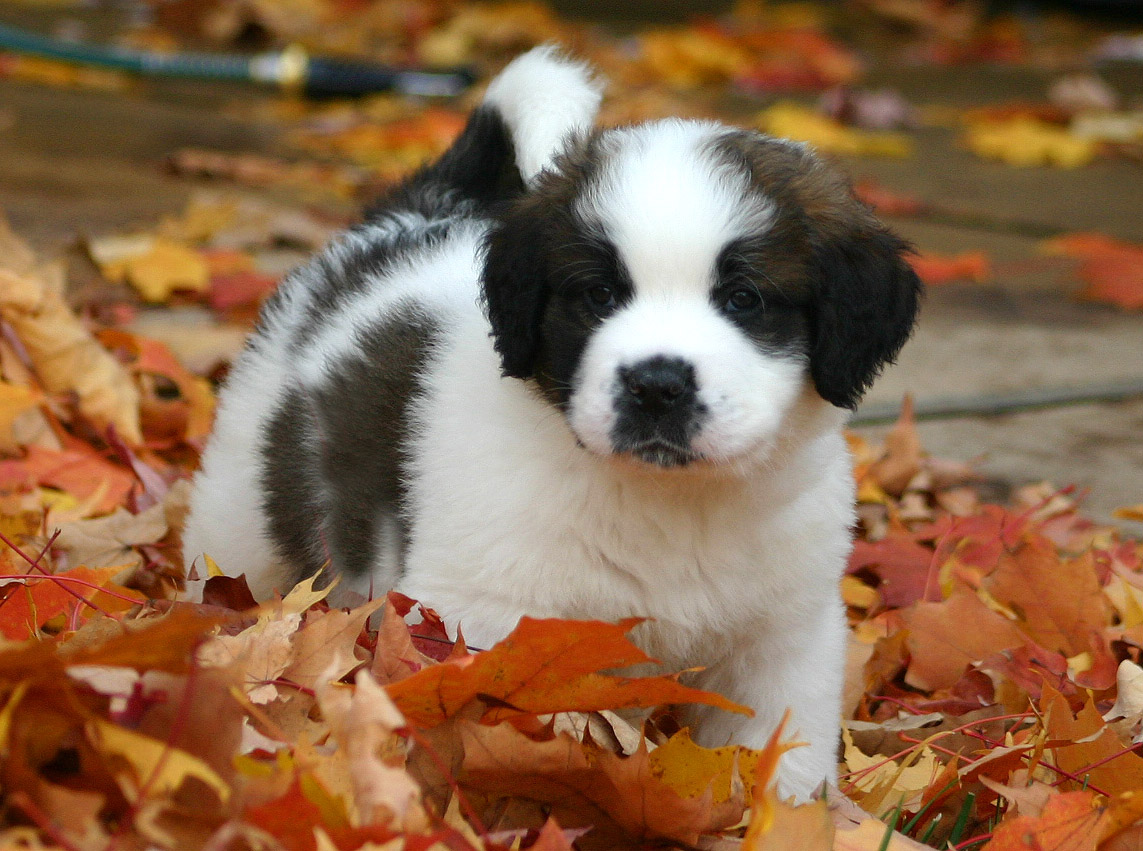
توله سگ سنت برنارد
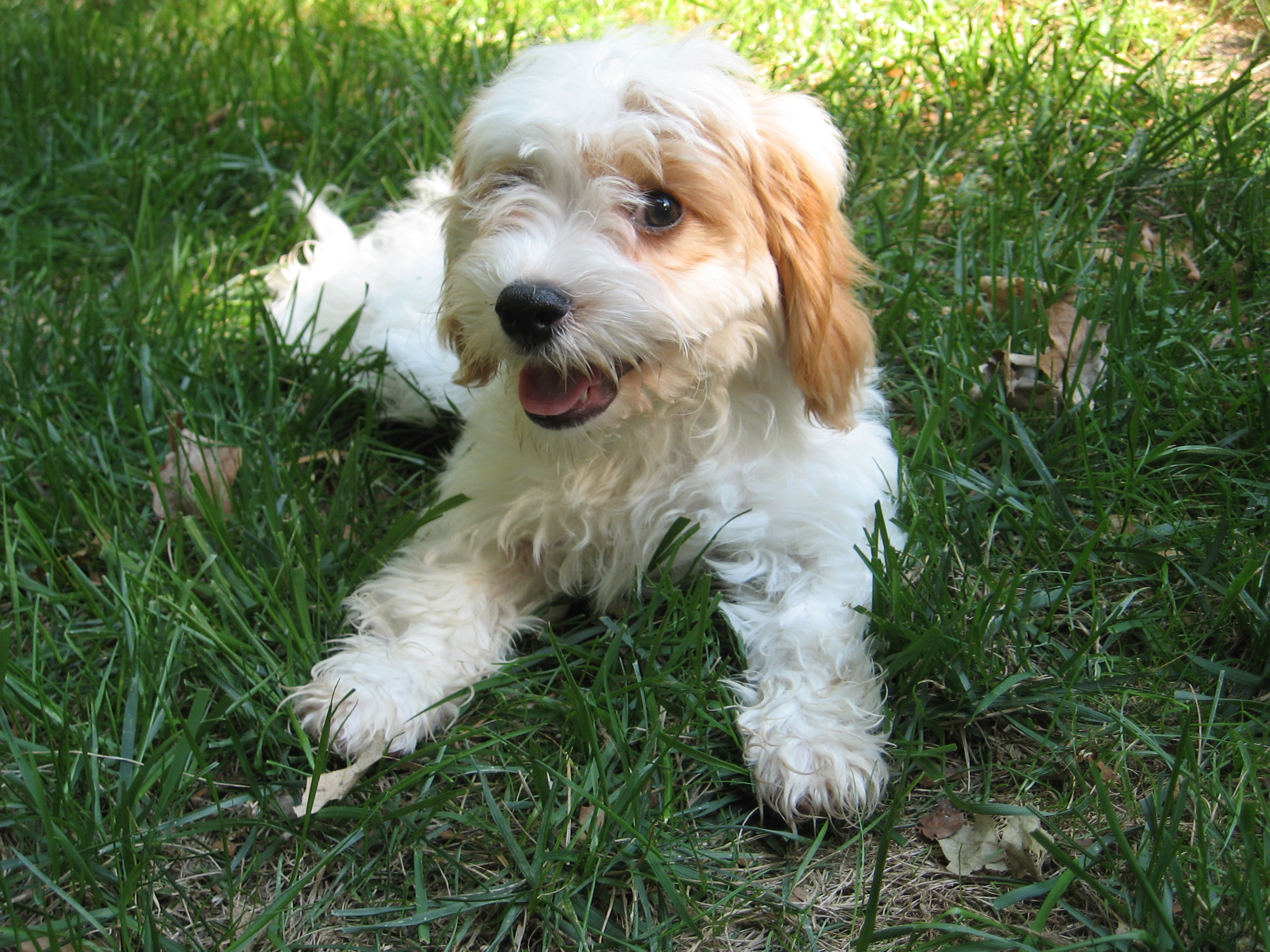
توله سگ کاواپو
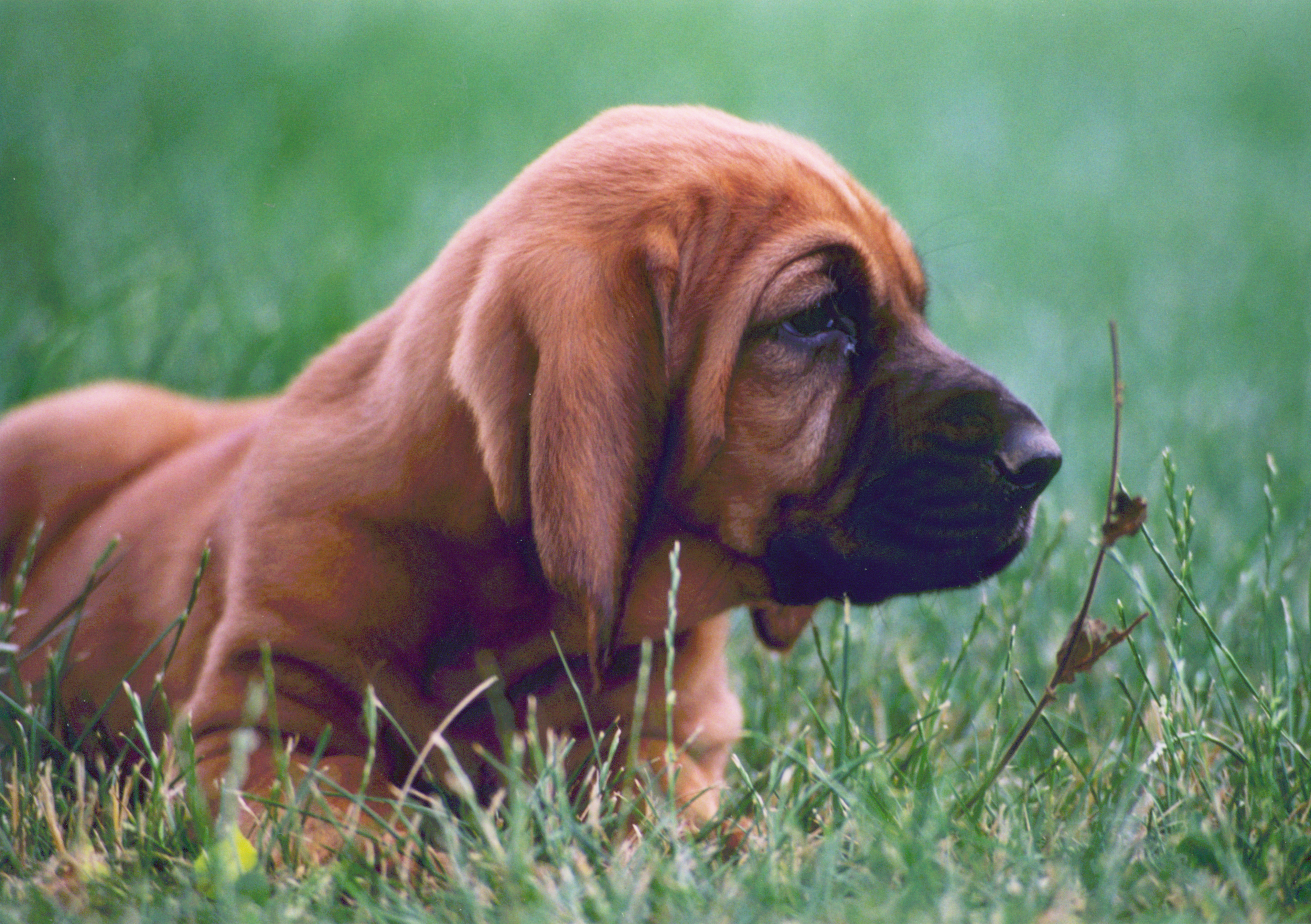
توله سگ خونگی
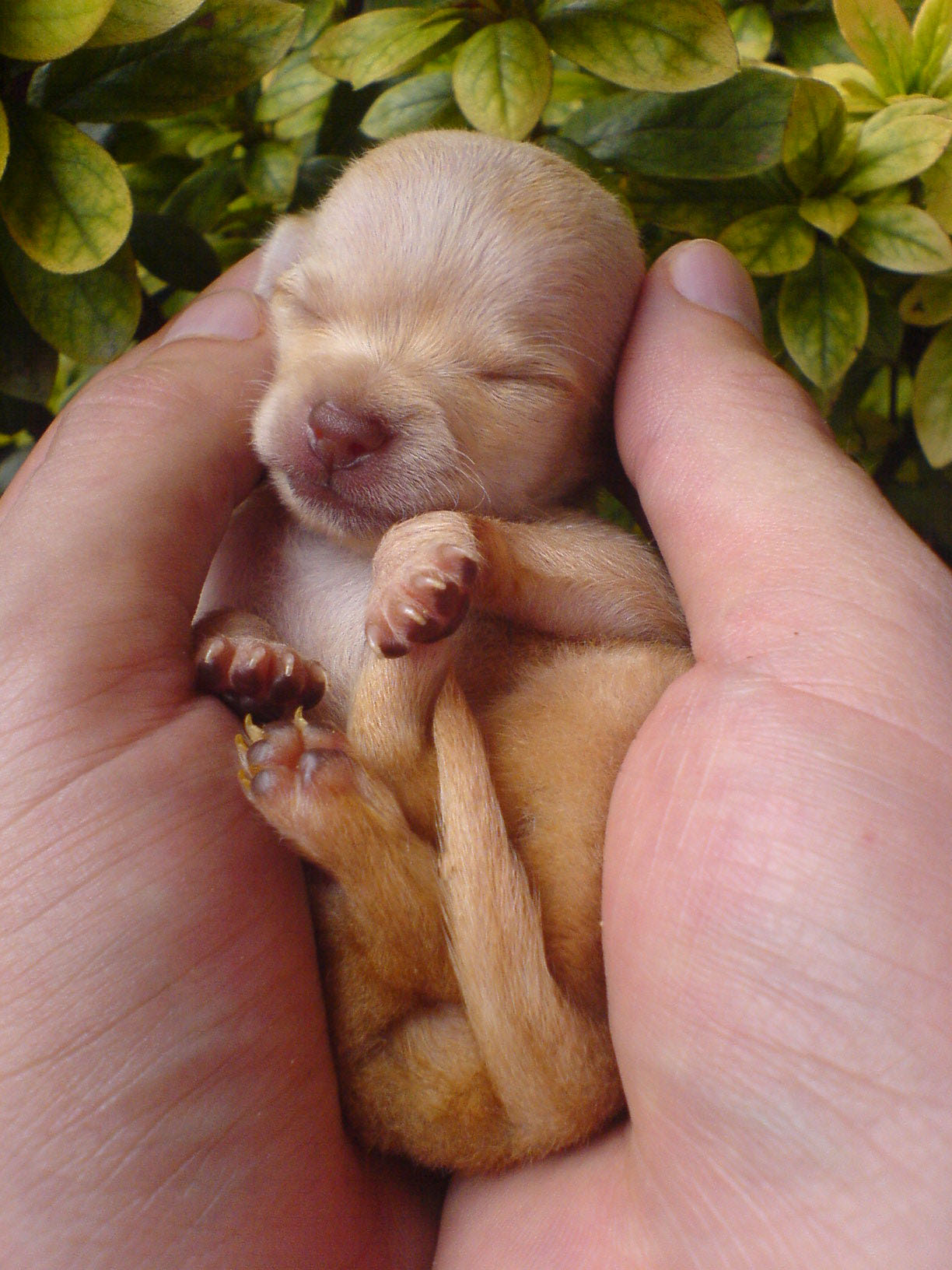
توله سگ چیهواهوا
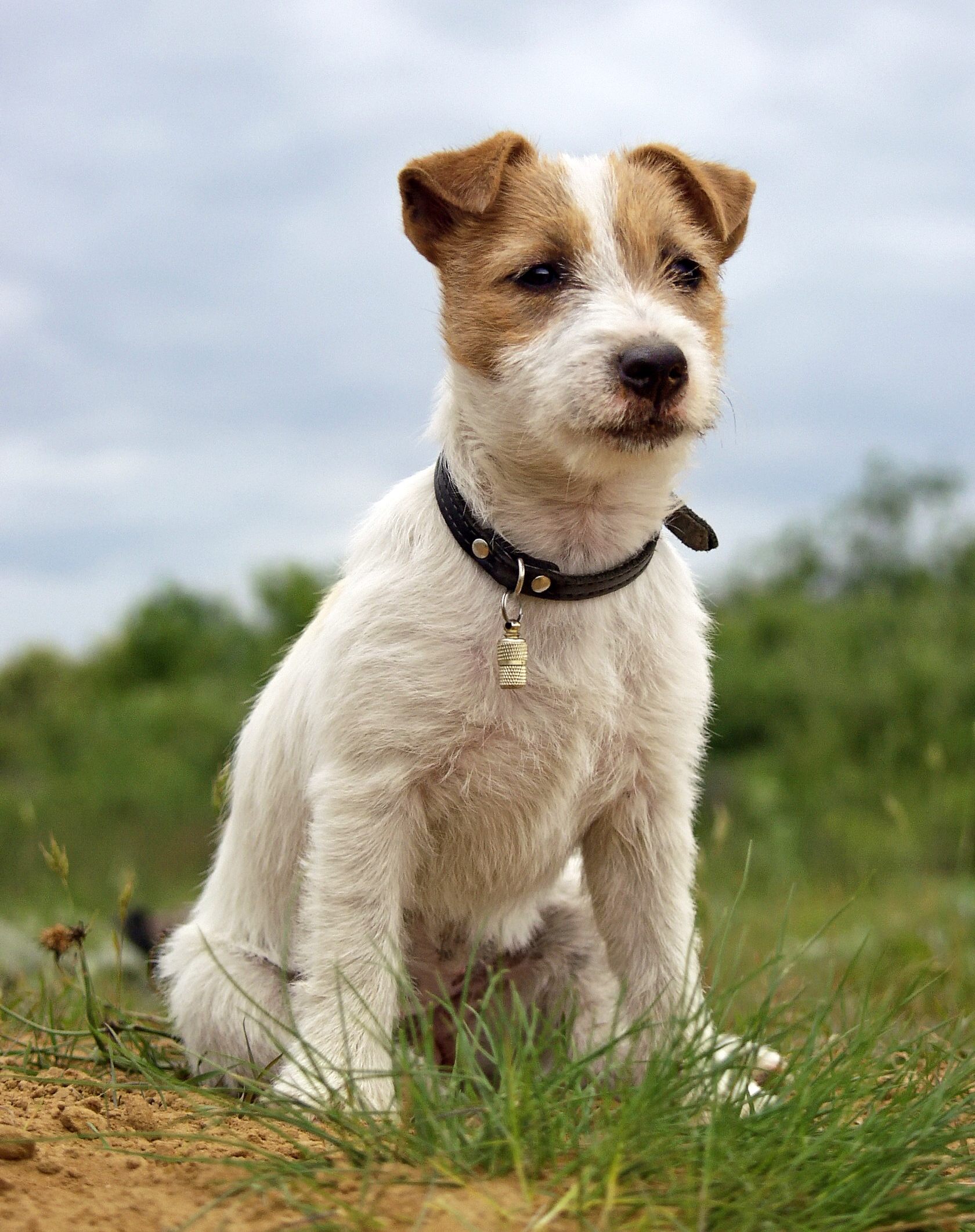
توله سگ جک راسل تریر
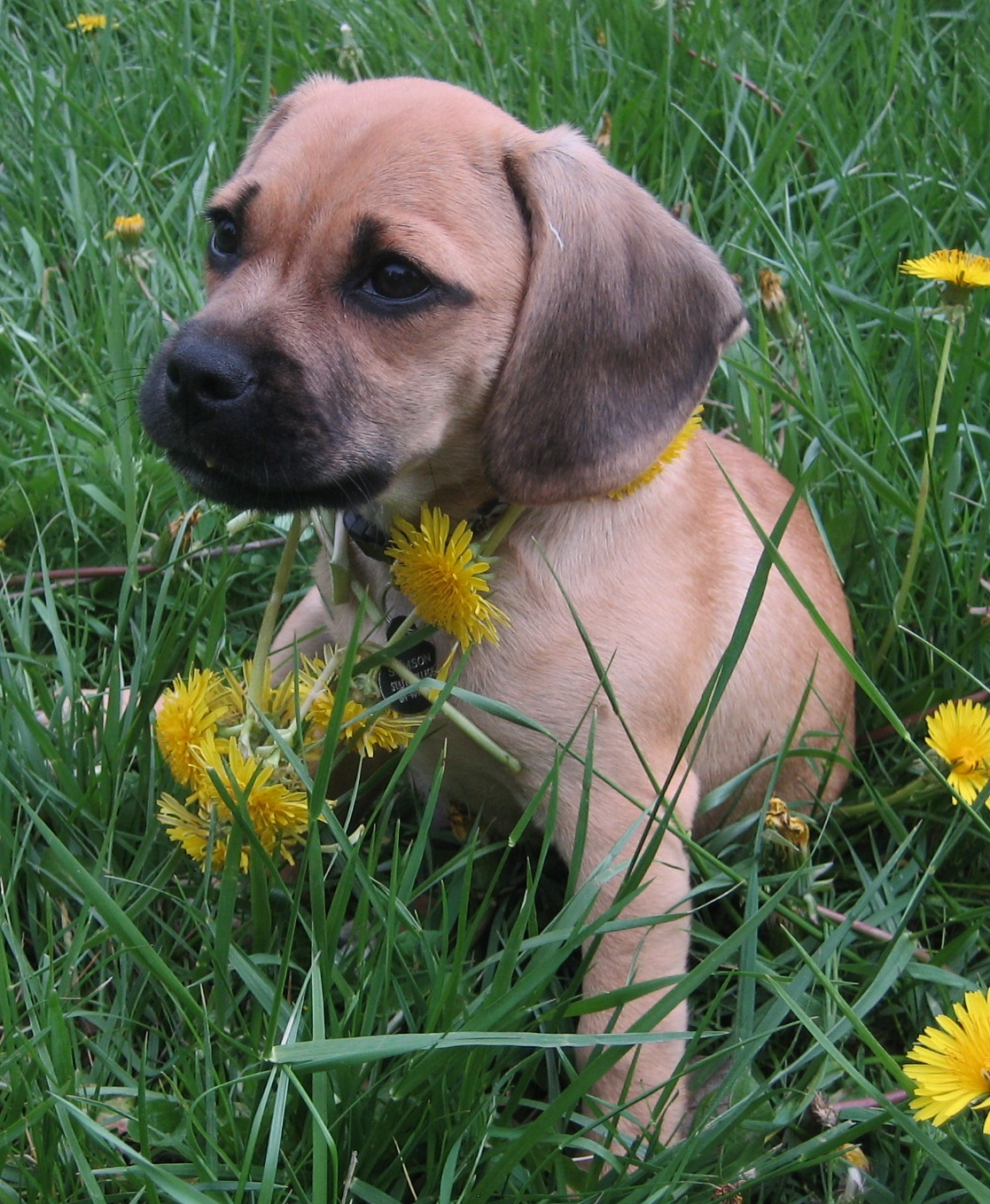
توله سگ پاگل
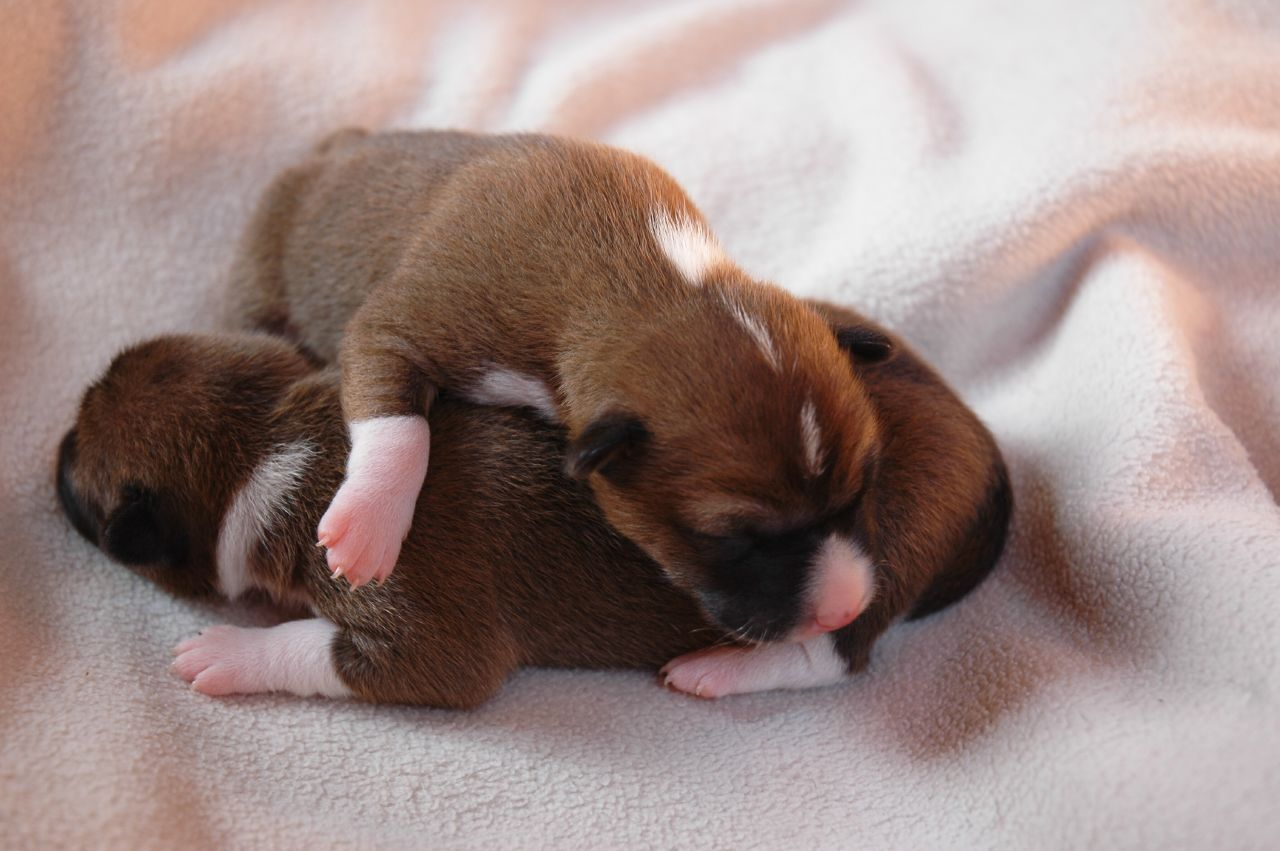
توله سگ‌های تازه متولد شده باسنجی
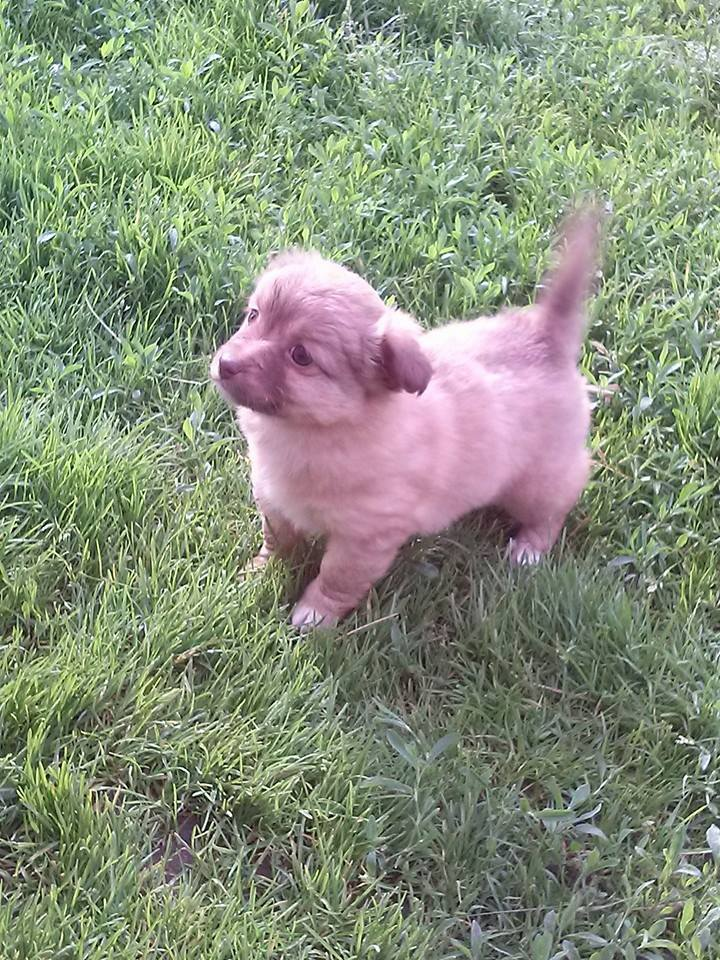
توله سگ [[German Spitz|اسپیتز آلمانی
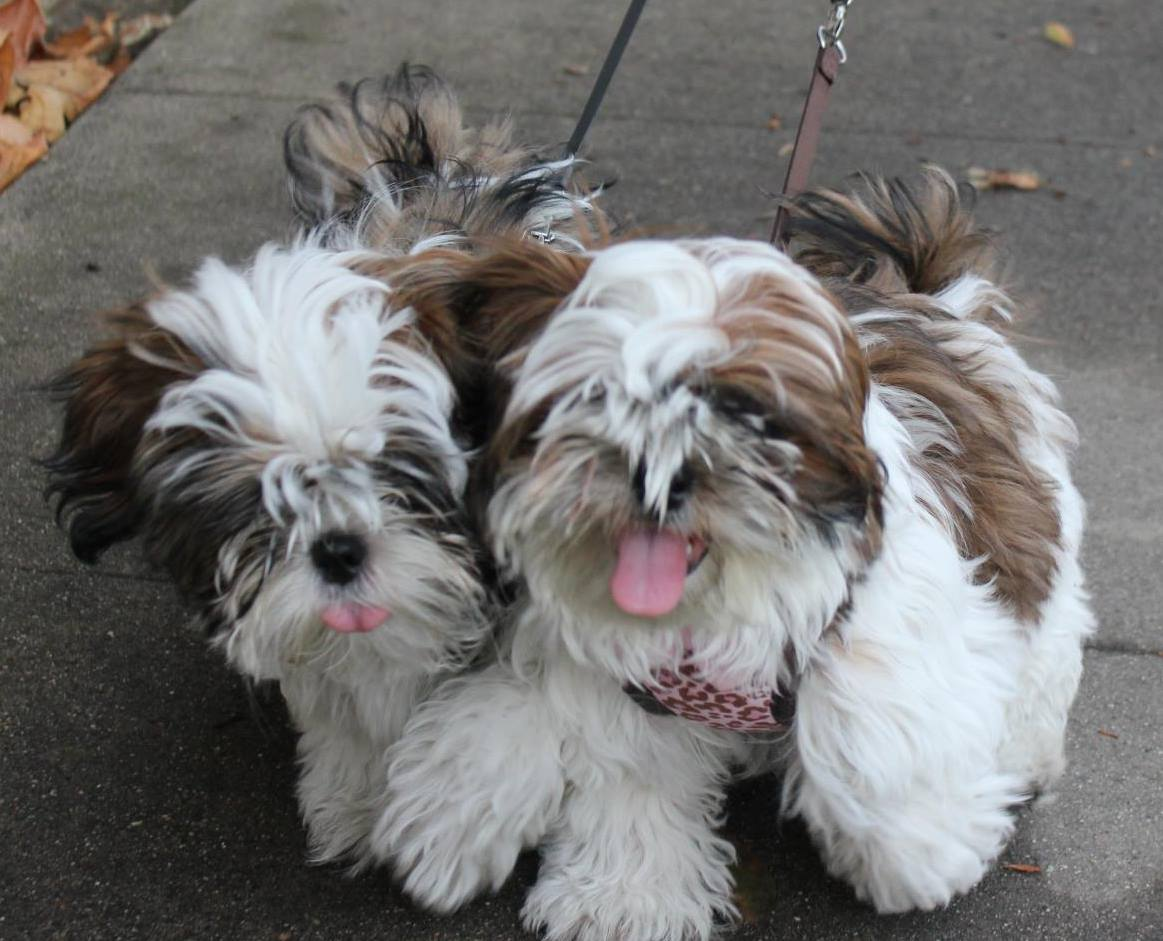
دو توله سگ شیتزو
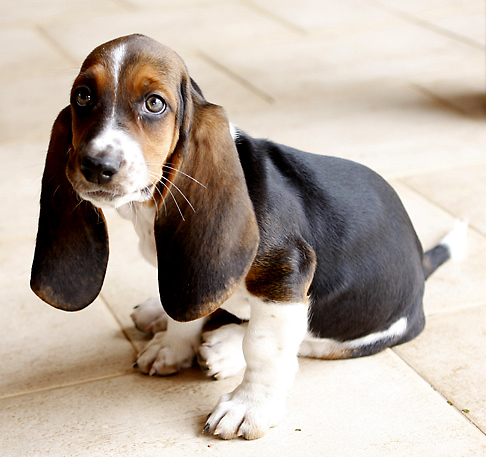
باست هاند
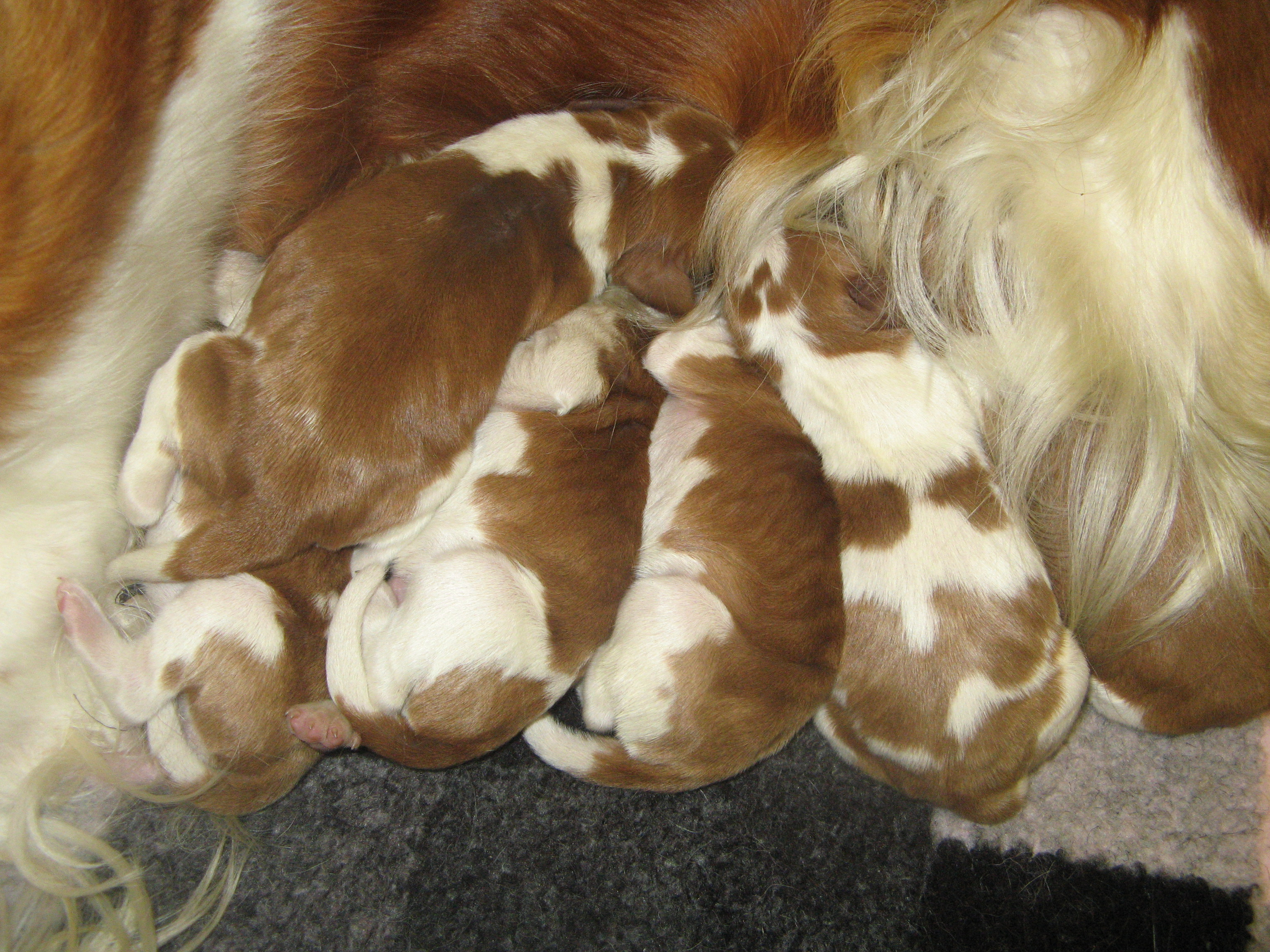
ولز اسپرینگر اسپانیل تازه متولد شده